# Bolesław Pawica
Bolesław Pawica (ur. 12 sierpnia 1961 w Czańcu) – polski reżyser, scenarzysta i producent telewizyjno-filmowy.

## Życiorys
Absolwent Wydziału Reżyserii łódzkiej PWSFTviT. Reżyseruje i produkuje widowiska muzyczne, gale, koncerty, programy telewizyjne, z których większość powstała na zlecenie polskich telewizji – TVP1, TVP2, Polsat i TVN.
Wspólnie z Jarosławem Szodą zrealizował ponad 80 teledysków największych polskich wykonawców między innymi: Kayah, Edyty Górniak, Budki Suflera, Edyty Bartosiewicz, Justyny Steczkowskiej, Roberta Gawlińskiego, Republiki, Varius Manx, Cessárii Évory, Anny Marii Jopek, Roberta Janowskiego, Urszuli, Gorana Bregovica, Anity Lipnickiej i Johna Portera, Natalii Kukulskiej, Maanamu itd. Laureat wielu nagród m.in. Fryderyków, Yachów, Superjedynek.
Do ważnych produkcji tego artystycznego tandemu należy zaliczyć pełnometrażowy film fabularny w koprodukcji polsko-szwedzkiej „Handlarz cudów” z Borysem Szycem w roli głównej.
Od 2000 roku współwłaściciel przedsiębiorstwa „Fabryka-Spółka Realizatorów Filmowych i Telewizyjnych”. W latach 1992–1999 dyrektor artystyczny studia filmowo-telewizyjnego ACCESS GRAM TV. Na początku lat 90. nawiązał stałą współpracę z Telewizją Publiczną; w kolejnych latach także z innymi ogólnopolskimi stacjami komercyjnymi. W latach 80. współpracował z Wytwórnią Filmów Fabularnych w Łodzi, łódzką Wytwórnią Filmów Oświatowych i Programów Edukacyjnych oraz ze Studiem im. Karola Irzykowskiego i Studiem Andrzeja Munka.

## Wydarzenia państwowe i uroczystości rocznicowe
- Prezentacja Wrocławia EXPO 2010 w Paryżu – wrocławską prezentację prowadził Piotr Kraśko. Pokaz miał formę telewizyjnych wiadomości – wydania specjalnego po zakończeniu EXPO 2010 we Wrocławiu. O mieście opowiadali m.in. minister gospodarki Jacek Piechota, aktor Andrzej Seweryn i historyk Norman Davies. Janusz Stokłosa w kilkuminutowym występie namówił ambasadorów biura EXPO do klaskania i śpiewania i nauczył ich jednego polskiego słowa: wierzę. Ambasadorowie zobaczyli na żywo łączenie z Wrocławiem, gdzie w strugach deszczu stało kilkuset mieszkańców. Dyplomaci w Paryżu, a wrocławianie na rynku razem zaśpiewali nową wersję piosenki Wieża Babel z musicalu Metro. W utworze zmieniono słowa z wybudujemy wieżę na my pokochamy Wrocław (na zlecenie rządu RP i Urzędu Miasta Wrocławia) – producent i reżyser lipiec 2002
- Prezentacja Wrocławia EXPO 2010 w Monako – kontynuacja prezentacji z Paryża. Monako połączyło się na żywo z wrocławskim Rynkiem, gdzie odbył się koncert z udziałem Janusza Józefowicza, Jose Torresa i Lecha Janerki. Ten ostatni uczył zebranych mieszkańców Wrocławia słów napisanej przez siebie piosenki Nadzieja o Wrocławiu – (na zlecenie rządu RP i Urzędu Miasta Wrocławia) – producent i reżyser grudzień 2002
- Koncert plenerowy w Brukseli na Grand Place poświęcony Europie z okazji wejścia Polski do Unii Europejskiej (transmisja w TVP Program 2) – reżyseria 2004
- Widowisko multimedialne we Wrocławiu Anioły Europy – z okazji wejścia Polski do Unii Europejskiej. To spektakl z tekstami Romana Kołakowskiego, w których pod postaciami aniołów personifikuje najważniejsze wartości tworzące europejską tożsamość. Warstwę muzyczną stanowiły najsłynniejsze tematy z klasyki europejskiej w aranżacji Piotra Rubika. Wykorzystano utwory m.in. Bacha, Beethovena, Chopina, Mozarta, Prokofiewa, Veriego, Liszta, Czajkowskiego, Ravela i Okudżawy. Widowisko z udziałem ponad 300 artystów poprowadzili Anna Dymna i Maciej Stuhr. Wystąpili: Edyta Geppert, Maryla Rodowicz, Grażyna Auguścik, Agnieszka Fatyga, Krystyna Prońko, Beata Rybotycka, Ewa Uryga, Marek Bałata, Stan Borys, Michał Bajor, Mirosław Czyżykiewicz, Janusz Radek, Andrzej Seweryn. Występom towarzyszyła wyjątkowa oprawa multimedialna (transmisja w TVP Program 1) – reżyseria 2004
- Widowisko muzyczne z okazji 60. Rocznicy wyzwolenia Polski Misterium iniquitatis we Wrocławiu z udziałem Prezydenta RP Aleksandra Kwaśniewskiego (transmisja w TVP) – reżyseria 2005
- Koncert plenerowy w Warszawie na Placu Teatralnym z okazji 25 rocznicy powstania „Solidarności” (transmisja w TVP) – reżyseria 2005
- Koncert plenerowy w Brukseli z okazji 25 rocznicy powstania Solidarności Droga do wolności (transmisja w TVP) – reżyseria 2005
- Gala Dziękujemy Europie – Droga do zjednoczonej Europy – uroczystość w Brukseli wręczania pamiątkowych medali osobom wspierającym w Europie działania Solidarności. Podczas Gali odbył się koncert muzyki klasycznej Theatre Royale La Monnaie (transmisja w TVP) – reżyseria 2005
- Multimedialne widowisko plenerowe Requiem Pro Pace – przygotowane w 25 rocznicę wprowadzenia stanu wojennego w Polsce. Pomysłodawcom spektaklu przyświecała idea pokazania wydarzeń z 1981 roku w kontekście doświadczeń pokolenia Polaków żyjących w czasach stanu wojennego. Była to także próba przedstawienia pozytywnych zmian, które miały miejsce w Polsce, w Europie i na świecie w minionym ćwierćwieczu. W widowisku wzięli udział m.in.: Stanisława Celińska, Ewa Dałkowska, Małgorzata Kożuchowska, Teresa Budzisz-Krzyżanowska, Kinga Preis, Olga Bończyk. – reżyseria (na zlecenie Urzędu Miasta Wrocław; transmisja w TVP) 2006
- Koncert premierowy pt. Zakochani w Krakowie – kantata skomponowana z okazji obchodów 750-lecia lokacji miasta Krakowa na prawie magdeburskim. Autorem libretta jest Zbigniew Książek, muzykę napisał Piotr Rubik. libretto „Zakochani w Krakowie” nawiązuje do historii miasta od czasów jego powstania, poprzez okresy świetności i upadku, aż po czasy współczesne. Od strony formalnej dzieło nawiązuje do formy kantaty, gdzie recytatywy (tekst deklamowany przez narratora – w tej roli Jan Nowicki) przedstawiające akcję utworu, przeplatają się z ariami (piosenki) i chórami (kuplety). Piosenki i kuplety są równocześnie humorystycznymi komentarzami do faktów historycznych podawanych przez narratora. Warstwa dźwiękowa z udziałem sześciu solistów, chóru Pro Musica Mundi oraz orkiestry symfonicznej Filharmonii Krakowskiej, odwołuje się do tradycji muzyki związanej z kapelą królewską na Wawelu. Utwór trwa około 100 minut, składa się na niego 19 pieśni (transmisja w TVP) – reżyseria 2006
- Gala z okazji uroczystej premiery filmu Jan Paweł II – film biograficzno-historyczny o życiu i dokonaniach papieża Jana Pawła II w koprodukcji polsko-amerykańsko-włoskiej, stworzony we współpracy Telewizji Polskiej, włoskiej Rai Uno i amerykańskiej CBS. Honorowy patronat nad premierą objął prezydent Lech Kaczyński (transmisja w TVP) – reżyseria 2006
- I prezentacja Wrocławia w Paryżu w ramach projektu Wrocław EXPO 2012 – pierwsza oficjalna prezentacja kandydatury Polski na forum Walnego Zgromadzenia Biura Wystaw Międzynarodowych (BIE), którą obejrzało 98 ambasadorów państw zrzeszonych w BIE. Prezentacja trwała 45 minut i miała formę minispektaklu. Wystąpili w nim zarówno oficjalni przedstawiciele kraju – ministrowie Kazimierz Michał Ujazdowski i Andrzej Kaczmarek oraz prezydent Wrocławia, Rafał Dutkiewicz, jak i studenci wrocławskich uczelni – piątka aktorów-amatorów, wyłonionych w castingu. Pokaz zakończył się owacją na stojąco (na zlecenie rządu RP i Urzędu Miasta Wrocławia) – producent i reżyser 2006
- II prezentacja Wrocławia w Paryżu w ramach projektu Wrocław EXPO 2012 – wrocławska prezentacja dzięki zastosowaniu nowoczesnych technologii przenosiła delegatów BIE do 2012 r. do Wrocławia. Wizualizację terenów EXPO 2012 przygotował – specjalnie na potrzeby polskiej prezentacji – nominowany do Oscara Tomasz Bagiński. Delegaci mogli również wysłuchać na żywo ponad pół tysiąca skrzypków, którzy na wrocławskim rynku odegrało melodię Panie Janie (na zlecenie rządu RP i Urzędu Miasta Wrocław) – producent i reżyseria czerwiec 2007
- III finałowa prezentacja Wrocławia w Paryżu w ramach projektu Wrocław EXPO 2012 – podczas finałowej prezentacji polskiej kandydatury w Paryżu prezydenta Wrocławia Rafał Dutkiewicza wspierali m.in. minister kultury i dziedzictwa narodowego Bogdan Zdrojewski, pełnomocnik rządu ds. organizacji EXPO 2012 Krzysztof Olendzki, marszałek Senatu Bogdan Borusewicz oraz sekretarz stanu w Kancelarii Prezydenta RP Robert Draba. W  Paryżu obecny był również poseł Kazimierz Michał Ujazdowski (na zlecenie rządu RP i Urzędu Miasta Wrocław) – producent i reżyseria grudzień 2007
- Oratorium o Powstaniu Warszawskim 63 Fotografie w 63. rocznicę wybuchu Powstania Warszawskiego – oratorium Romana Kołakowskiego opowiadające o kolejnych dniach Powstania Warszawskiego, którego inspiracją były archiwalne fotografie z sierpnia, września i początku października 1944 roku. Bohaterami 63 krótkich, minutowych pieśni były wymienieni z imienia i nazwiska postacie z historycznych zdjęć: żołnierze AK i cywile, dowódcy i harcerze, dorośli i dzieci. Oratorium zostało zaaranżowane na skład instrumentalny, orkiestrę i chór mieszany. Wśród 63 solistów wystąpili między innymi: Olga Bończyk, Grażyna Wolszczak, Kinga Preis, Marian Opania, Maciej Miecznikowski, Janusz Radek, Wojciech Paszkowski, a także młodzi artyści – laureaci najważniejszych krajowych festiwali muzycznych i teatralnych, studenci szkół artystycznych. Scenografia z dużej mierze złożona była z Pomnika Powstania i telebimu na którym pojawiały się zdjęcia. Artyści ubrani w powstańcze stroje schodząc ze sceny po wykonaniu utworu „znikali” w niewidocznym dla widzów wejściu w pomniku jakby bohaterowie przez nich kreowani (a którzy zginęli w Powstaniu) stawali się jego częścią (na zlecenie Urzędu Miasta Stołecznego Warszawy i Stołecznej Estrady) – reżyseria 2007
- Oratorium o Powstaniu Warszawskim Kto Ty Jesteś?, czyli Adresaci – pierwszy musical poświęcony Powstaniu Warszawskiemu 1944. Inspiracją do powstania oratorium stały się listy, przenoszone przez Harcerską Pocztę Polową. Poruszająca historia odnalezionej po latach, wystawionej na aukcję internetową przez niemieckich kolekcjonerów korespondencji z okresu Powstania. Bohaterami oratorium byli najmłodsi żołnierze Powstania – harcerze i zuchy, listonosze, łącznicy, przewodnicy kanałowi, dzieci z warszawskich ulic i podwórek czynnie uczestniczący w walce i organizowaniu pomocy dla ludności cywilnej Warszawy. W role bohaterów Powstania Warszawskiego wcielili się ich współcześni rówieśnicy – dzieci i młodzież – laureaci festiwali i konkursów recytatorskich i wokalnych. Towarzyszyli im aktorzy, chór, orkiestra oraz reprezentanci grup rekonstrukcji historycznych. Tłem dla wykonawców był Pomnik Powstania Warszawskiego oraz ogromny ekran, na którym pojawiały się fotografie z czasów Powstania. Libretto oraz muzykę do spektaklu napisał Roman Kołakowski a wystąpili m.in. Katarzyna Groniec, Kinga Preis, Grażyna Wolszczak, Grzegorz Markowski, Marian Opania, Daniel Olbrychski, Olgierd Łukaszewicz, Piotr Machalica, Alina Janowska, Małgorzata Kożuchowska, Teresa Budzisz-Krzyżanowska – reżyseria w latach: 2009, 2008
- Koncert jubileuszowy z okazji 20. rocznicy Wyborów Czerwcowych. Koncert odbył się na Placu Teatralnym w Warszawie. Prowadził go Marek Niedźwiecki, a program oparty był na słynnej Liście Przebojów Trójki. Można było wysłuchać słynnych przebojów lat 80. Specjalnie na ten koncert i tylko jednorazowo udało się ponownie zebrać nieistniejące już grupy muzyczne – gwiazdy tamtych lat jak Klaus Mitffoch, Aya RL, Republika  (na zlecenie Stołecznej Estrady; transmisja TV POLSAT) – reżyseria 2009
- Koncert jubileuszowy z okazji 5. rocznicy wejścia Polski do Unii Europejskiej. Na koncercie oprócz Jennifer Rush wystąpili między innymi Janusz Radek i Maciej Miecznikowski. W sumie na scenie pojawiło się około 200 artystów, wyświetlono film Polska na trzech ekranach, do którego efekty specjalne przygotował Tomasz Bagiński, a także odbyła się prapremiera kantaty Zwierciadło Europy (na zlecenie Stołecznej Estrady) – współproducent i reżyser 2009
- Polski pawilon na EXPO 2010 w Szanghaju – reżyser, producent i współautor scenariusza zawartości artystycznej. Polski pawilon odwiedziła rekordowa liczba 8 milionów gości. Był w czołówce pawilonów narodowych najchętniej zwiedzanych przez Chińczyków. Został nagrodzony srebrnym medalem za najbardziej kreatywną prezentację na szanghajskim EXPO 2010 i zajął II miejsce spośród 140 państw – 2010
- Gala otwarcia Muzeum im. Fryderyka Chopina z udziałem Prezydenta RP Lecha Kaczyńskiego (na zlecenie dla Narodowego Centrum Kultury;  transmisja w TVP Info) – produkcja i reżyseria marzec 2010
- Gala z okazji uroczystej premiery filmu 1920 Bitwa warszawska w 3D w reżyserii Jerzego Hoffmana. Gala odbyła się w Teatrze Wielkim – Operze Narodowej w Warszawie. W uroczystości wzięli udział: Prezydent RP Bronisław Komorowski, marszałek Sejmu Grzegorz Schetyna i marszałek Senatu Bogdan Borusewicz – reżyseria 2011
- Koncert w I rocznicę katastrofy smoleńskiej In Memoriał w bazylice Mariackiej w Krakowie – reżyseria 2011
- Debata telewizyjna na temat kultury z udziałem polityków, największych autorytetów świata kultury (transmisja w TVP) – reżyseria 2011
- Orędzie Prezydenta Rzeczypospolitej Polskiej Bronisława Komorowskiego z okazji Nowego Roku – koncepcja i reżyseria 2013
- Orędzie Prezydenta Rzeczypospolitej Polskiej Bronisława Komorowskiego z okazji wyborów 4 czerwca – koncepcja i reżyseria 2013
- Widowisko multimedialne Księga Aniołów i Ludzi – spektakl przygotowany z okazji 10 rocznicy wstąpienia Polski do Unii Europejskiej. Na wielkim ekranie można było zobaczyć trójwymiarowe obrazy malarza renesansowego Sandro Botticellego. Efekt przestrzeni został osiągnięty przez nałożenie na siebie trzech warstw obrazu, generowanych przez kilka projektorów oraz olbrzymi ekran diodowy o powierzchni 120m2, usytuowany w centralnym punkcie scenografii. Zastosowana podczas koncertu technologia pozwoliła na wykreowanie w przestrzeni miejskiej nowoczesnej wizji teatralnej będącej collage’em najbardziej charakterystycznych elementów architektury Wrocławia i ożywionych postaci anielskich wielkiego malarstwa europejskiego. To pierwszy taki pokaz w Polsce. Orkiestra Filharmonii Wrocławskiej, sekcja jazz-rockowa i połączone chóry akademickie pod dyrekcją Radosława Labakhua’y wykonały kompozycje Jana Sebastiana Bacha, Ludwiga van Beethovena, Pablo Casalsa, Fryderyka Chopina, Edvarda Griega, Georga Friedericha Haendla, Johanna Pachelbela, Ignacego Jana Paderewskiego, Joaquina Rodrigo, Kurta Weilla oraz utwory do słów ukraińskiego poety Tarasa Szewczenki we współczesnych wykonaniach i aranżacjach.  Słowa do spektaklu zostały napisane specjalnie na tę okazję przez Romana Kołakowskiego. Na scenie wystąpili m.in.: Małgorzata Walewska, Kayah, Justyna Steczkowska, Olga Bończyk, Krzysztof Cugowski, Piotr Cugowski, Marek Piekarczyk, Piotr Rogucki, Janusz Radek, Natalia Sikora, Agata Klimczak, Olga Szomańska, Łukasz Zagrobelny, Marek Bałata, Mateusz Ziółko, Maciej Balcar, Roman Kołakowski, Artur Gadowski, a także Maciej Stuhr w roli narratora spektaklu (na zlecenie Prezydenta Miasta Wrocławia; transmisja w TVP Program 2) – produkcja i reżyseria 2014
- Widowisko multimedialne w Parku Fontann w Warszawie Taniec Wolności – specjalne, wielowymiarowe widowisko artystyczne przygotowane z okazji 25-lecia upadku komunizmu i początku demokracji  Polsce. Trwające 40 minut widowisko plenerowe było spektaklem odwołującym się do faktów historycznych, ale także i emocji towarzyszącym Polakom od roku 1945 do dzisiaj. – W warstwie wizualnej wykorzystane zostały archiwalne materiały filmowe. Odbyły się również  inscenizacje grup rekonstrukcyjnych i animacje prezentowane przy użyciu nowoczesnych technik multimedialnych, a całość dopełniona została specjalnym pokazem fontann.  Widowisko zrealizowane z okazji 25-lecia pierwszych wolnych wyborów w Polsce miało przypomnieć, że to wydarzenia w Polsce rozpoczęły zmiany systemowe w całym bloku Europy Środkowo-Wschodniej. W wydarzeniu uczestniczyli prezydenci, premierzy, dyplomaci z 40 krajów, którzy przybyli do Polski na uroczystości rocznicowe – reżyseria 2014
- Debata polityczna w Pałacu Prezydenckim Prezydenta RP w Warszawie z udziałem przedstawicieli wszystkich stacji telewizyjnych (TVP, Polsat, TVN). Tematem debaty były wydarzenia na Ukrainie (na zlecenie Kancelarii Prezydenta RP) – reżyser 2014
- Uroczystości państwowe na Placu Zamkowym z okazji rocznicy 25-lecia Wolności (4 czerwca 2014) – główne obchody na Placu Zamkowym w Warszawie odbyły się zgodnie z ceremoniałem wojskowym. Wśród zaproszonych gości byli m.in.: prezydent Stanów Zjednoczonych Barack Obama, para królewska z Belgii Król Filip i królowa Matylda, wielki książę Luksemburga Henryk, brytyjski książę Edward, prezydenci: Francji, Niemiec, Czech, Słowacji, Węgier, Łotwy, Rumunii, prezydent elekt Ukrainy, a także premier Donald Tusk, ministrowie jego rządu, marszałkowie Sejmu i Senatu Ewa Kopacz i Bogdan Borusewicz, duża grupa posłów i senatorów, rektorzy uczelni wyższych, przedstawiciele duchowieństwa oraz b. prezydenci Lech Wałęsa i Aleksander Kwaśniewski. Gości powitała prezydent Warszawy Hanna Gronkiewicz-Waltz. Przemówienia wygłosili Prezydent RP Bronisław Komorowski oraz Prezydent Stanów Zjednoczonych Barack Obama. Na koniec uroczystości laureat Grammy Włodek Pawlik z zespołem oraz orkiestrą Sinfonią Varsovia i Polskim Chórem Kameralnym Schola Cantorum Gedanensis wykonał suitę Wolność. Podczas tego premierowego wykonania utworu na scenę wkroczyła młodzież ubrana w białe stroje z czerwonymi, okolicznościowymi napisami. Młodzi ułożyli duże klocki z napisem „25 lat wolności” w kilku językach. Podobny napis, też w wielu językach, ukazał się też na telebimie za sceną. Po wykonaniu utworu nad Warszawą przeleciało kilka myśliwców F-16 – producent i reżyser wydarzenia 2014
- Koncert z okazji 5 rocznicy Katastrofy Smoleńskiej w Teatrze Narodowym w Warszawie z udziałem Prezydenta Bronisława Komorowskiego z Małżonką oraz rodzin ofiar katastrofy. Na scenie wystąpili między innymi: Joanna Trzepiecińska, Jacek Borkowski, Jacek Kawalec, Lora Szafran, Mietek Szcześniak, Katarzyna Moś, Mateusz Ziółko, Krzysztof Kiljański, chór Wojska Polskiego orkiestra pod dyrekcją Tomasza Labunia – reżyseria 2015
- Odsłona programu Europejskiej Stolicy Kultury Wrocław 2016 i koncert Andrea Bocellego na Stadionie Miejskim we Wrocławiu. Koncert pod hasłem „Kierunek (kulturalna) stolica” poprowadził Andrzej Seweryn. W pierwszej części widowiska wystąpili m.in. legendarny czeski bard Jaromir Nohavica, wokalista grupy TSA Marek Piekarczyk, wokalista zespołu Dżem Maciej Balcar oraz formacja muzyczna w niezwykłym składzie: Ryszard Sygitowicz, Jacek Królik, Jakub Żytecki, Sambor Dudziński i Mietek Jurecki. Na scenie zaprezentowali się także L.U.C. i Anna Wyszkoni, a wielką atrakcją koncertu był występ śpiewającej w jidysz wrocławskiej pieśniarki Bente Kahan, niemieckiej wokalistki i kompozytorki Olivi Anny Livki oraz aktora wrocławskiego Teatru Capitol – Macieja Maciejewskiego. Występom towarzyszył siedemdziesięcioosobowy chór stworzony z reprezentacji chórów akademickich siedmiu wrocławskich uczelni wyższych. W drugiej części koncertu wystąpił Andrea Bocelli i kwartet LE DIV4S – reżyser 2015

## Gale jubileuszowe oraz gale wręczenia nagród
- Gala jubileuszowa z okazji 5-lecia programu satelitarnego Polonia 1 – reżyseria 1997
- Gala olimpijska w Teatrze Narodowym w Warszawie – Wielka gala olimpijska wręczenia nagród Wybitnym Sportowcom. Głównym bohaterem wieczoru był Adam Małysz. Dwukrotny zdobywca kryształowej kuli, tym razem odbierał gratulacje za udany występ olimpijski w Salt Lake City, gdzie zdobył srebrny i brązowy medal. W uroczystości uczestniczył Prezydenta RP Aleksander Kwaśniewski, który wręczył Małyszowi odznaki olimpijskie – reżyseria 2002
- Gala finałowa wyborów Miss Polski (transmisja w TV Polsat) – reżyseria 2003
- Gala wręczenia nagród Tele Ekrany 2004 – nagrody przyznawane przez magazyn „Tele Tydzień” dla seriali telewizyjnych (transmisja w TV Polsat) – reżyseria 2004
- Gala wręczenia nagród Oskary mody – konkurs dla młodych projektantów. Ogłoszony został w TV4 w programie Modna Moda. Pomysłodawczynią Oskarów Mody jest Dorota Wróblewska (transmisja w TV Polsat) – reżyseria w latach: 2004; 2003
- Gala Elite Model Look 2004 w Polsce – Elite Model Look to wydarzenie o międzynarodowym zasięgu. Jego renoma przyciąga najwybitniejszych specjalistów, a udział w konkursie jest przepustką do prawdziwej kariery modelki. W 50 krajach wybierane są najpiękniejsze i najbardziej interesujące młode kobiety, które następnie biorą udział w światowym finale Elite Model Look. Przy jego organizacji współpracują najlepsi projektanci mody, styliści czy fotograficy. Nagrodą dla zwyciężczyni międzynarodowego Konkursu Elite Model Look jest trzyletni kontrakt agencji, o gwarantowanej sumie miliona euro. Każda z międzynarodowych finalistek podpisuje z kolei umowę z agencją Elite International. W Polsce konkurs Elite Model Look organizowany jest od 2003 roku. Edycja w roku 2004 odbywała się pod hasłem „The Blue Year” (transmisja w TV Polsat) – reżyseria 2004
- Gala wręczenia nagród Kobieta Roku za rok 2003 – nagrody przyznawane przez miesięcznik „Twój Styl” – reżyseria 2004
- Gala jubileuszowa z okazji I Urodzin TVP Kultura – koncert zespołu Kanał Audytywny oraz koncert Włodka Pawlika pt. Alchemia (transmisja w TVP Kultura) – reżyseria 2006
- Gala jubileuszowa z okazji 10-lecia Fundacji POLSAT – koncert z udziałem gwiazd polskiej sceny muzycznej (na zlecenie właściciela TV Polsat) – reżyseria 2006
- Gala z okazji uroczystej premiery światowej filmu Karol. Papież, który pozostał człowiekiem. Premiera odbyła się w trzech miejscach jednocześnie Kraków-Łagiewniki-Wadowice (transmisja w TVP) – reżyseria 2006
- Gala wręczenia nagród Angelusy – nagrody literackie Europy Środkowo-Wschodniej (transmisja w TVP) – reżyseria 2006
- Gala Finałowa – Wybory Miss Polski i Miss Polski Nastolatek (transmisja w TV Polsat) – reżyseria 2007
- Gala jubileuszowa z okazji 15-lecia Telewizji POLSAT – koncert z udziałem gwiazd polskiej sceny muzycznej (na zlecenie właściciela TV Polsat) – reżyseria 2007
- Gala wręczenia Nagród muzycznych Telewizji MTV I VIVA (na zlecenie telewizji VIVA Comet – MTV i VIVA) – reżyseria 2007
- Gala wręczenia nagród Róże Gali – nagrody przyznawane przez czytelników dwutygodnika „Gala” w 6 kategoriach – (na zlecenie wydawcy dwutygodnika „Gala”; transmisja w TVP) – producent, reżyseria w latach: 2007, 2006, 2005
- Gala wręczenia nagród laureatom Festiwalu Dwa Teatry – Teatrów Telewizji i Polskiego Radia (transmisja w TVP Program 1 i Polskim Radiu) – reżyseria 2008
- Gala wręczenia nagród filmowych w Gdyni – Festiwal Polskich Filmów Fabularnych Gdynia – rozdanie nagród filmowych (transmisja w TVP Program 2) – reżyseria 2008
- Gala jubileuszowa z okazji 40-lecia Programu 2 Telewizji Polskiej Jedyna Taka Dwójka – 40. Urodziny. Gospodarzami wieczoru Dwójki byli Grażyna Torbicka i Maciej Stuhr. W roli stałego komentatora wystąpił Wojciech Mann. Na widowni Teatru Polskiego można było zobaczyć osobowości związane z Dwójką: dziennikarze, aktorzy, twórcy. Na scenie wystąpiły gwiazdy polskiej estrady w największych przebojach minionych 40 lat. Dla widzów Dwójki przygotowano duety wokalne, które łączyły różne gatunki muzyczne. Nie zabrakło też niepowtarzalnych materiałów archiwalnych oraz występu kabaretów związanych z Dwójką. Gościem specjalnym wieczoru była Emmanuelle Seiger – (transmisja w TVP Program 2) reżyseria 2010
- Gala jubileuszowa z okazji 20-lecia Radia RMF FM (transmisja w TV Polsat i radiu RMF FM) – współprodukcja i reżyseria 2010
- Gala wręczenia nagród Siatkarskie Plusy – nagrody przyznawane przez Polski Związek Piłki Siatkowej (transmisja w TV Polsat) – reżyseria w latach: 2010, 2009
- Gala jubileuszowa z okazji 15-lecia FUNDACJI POLSAT – reżyseria koncertu z udziałem gwiazd polskiej sceny muzycznej (na zlecenie właściciela TV Polsat; transmisja w POLSAT) – reżyseria 2011
- Gala wręczenia nagród Zostańcie z nami – nagrody naukowe dla młodych naukowców przyznawane przez Fundację tygodnika „Polityka” (na zlecenie Fundacji tygodnika „Polityka”) – produkcja i reżyseria 2011
- Gala wręczenia nagród w konkursie Teraz Polska – laureaci mają prawo posługiwania się Polskim Godłem Promocyjnym „Teraz Polska” jako znakiem wysokiej jakości za konkretny produkt, grupę produktów, wysoki poziom świadczonych usług, wdrożone przedsięwzięcie innowacyjne, a także za działalność prowadzoną przez urząd gminy (miasta) (na zlecenie Fundacji Teraz Polska współorganizator: TVP Program 1 i Stołeczna Estrada) – reżyseria w latach: 2011, 2008, 2007
- Gala Półfinałowa – Wybory Miss Polski (transmisja w TV4 i NowaScena) – reżyseria 2012
- Gala Oscarów Warbudu – odbyła się w Teatrze Wielkim – Operze Narodowej w Warszawie. Oscary rozdawane są co pięć lat – nagradzani są kierownicy budów w czterech kategoriach. Na temat każdej nominowanej budowli zostały przygotowane filmy a podczas gali były wyświetlane mappingowe prezentacje zwycięskich budowli. Wieczór uświetniły występy artystyczne. Teatr Muzyczny z Gdyni wykonał najlepsze utwory najsłynniejszych musicali świata. Wystąpiła również Justyna Bacz z kwartetem specjalizująca się w piosence francuskiej. Gwiazdą wieczoru był Ryszard Rynkowski symfonicznie (na zlecenie STX Jamboree) – reżyseria 2012
- Gala boksu w Rzeszowie Kuźnia Boksu – Pojedynek Bratanków – show sportowo-artystyczne. Na tydzień przed meczem otwarcia Euro 2012 w Warszawie, na gali boksu zawodowego w Rzeszowie polscy pięściarze zmierzyli się z reprezentacją Ukrainy – współorganizatora Euro. Odbyło się 8 pojedynków – reżyseria 2012
- Gala rozdania nagród w Konkursie Efektywności Reklamy Effie Awards. Effie nagradza i promuje kampanie marek, które wyróżniają się na rynku poprzez najbardziej efektywne działania komunikacyjne oraz wysokie wyniki biznesowe. Effie Awards to jedyny prestiżowy konkurs marketingowy, ceniony na całym świecie[potrzebny przypis]. Został zorganizowany po raz pierwszy w 1968 r. w Nowym Yorku przez Amerykańskie Stowarzyszenie Marketingu. Licencję na prowadzenie konkursu w Polsce posiada Stowarzyszenie Komunikacji Marketingowej SAR od 1999 r. Polska jest obecnie jednym z 40 krajów na świecie, gdzie organizowany jest konkurs. – reżyseria 2012
- Gala jubileuszowa z okazji 20-lecia TELEWIZJI POLSAT – koncert z udziałem tenora Andrea Bocellego. Pojawienie się tego wybitnego artysty do ostatniej chwili było trzymane w tajemnicy. Koncert słynnego Włocha to swego rodzaju prezent także dla szefa telewizji Polsat Zygmunta Solorza, który jest jego wielkim wielbicielem. (na zlecenie właściciela POLSAT; transmisja w TV POLSAT) – reżyseria 2012
- Gala wręczenia nagród Złote Kaczki – najstarszych nagród filmowych w Polsce – (na zlecenie wydawcy miesięcznika FILM; transmisja w TVP Program 1) – reżyseria w latach: 2012, 2011, 2009
- Gala inaugurująca ogólnopolską akcję społeczno-edukacyjną Ojczysty-dodaj do ulubionych – przypominającą o roli języka ojczystego w życiu Polaków. Projekt realizowany we współpracy z: Narodowym Centrum Kultury, Ministerstwem Kultury i Dziedzictwa Narodowego, Kancelarią Prezydenta RP, TVP Kultura, TVP Program 2 – produkcja i reżyseria 2012
- Gala jubileuszowa z okazji 50-lecia Radiowej Trójki Jak być kochaną, czyli 50 lat historii z Trójką. Z udziałem prezydenta Bronisława Komorowskiego. Projekt realizowany we współpracy z: Narodowym Centrum Kultury, Ministerstwem Kultury i Dziedzictwa Narodowego, TVP Program 2, PR Program 3 – produkcja i reżyseria 2012
- Gala Finałowa – Wybory Miss Polski (transmisja w TV Polsat) – reżyseria 2013
- Gala Finałowa – Ryjek 2013 – Rybnicka Jesień Kabaretowa to festiwal grup kabaretowych organizowany od 1996 roku przez Fundację Elektrowni Rybnik – reżyseria 2013
- Gala wręczenia nagród Ruchu Piękniejsza Polska – O przyznaniu nagród zdecydowała kapituła w składzie: Waldemar Dąbrowski, Krzysztof Chwalibóg, Jacek Cygan, Jerzy Maksymiuk, Daniel Olbrychski i Józef Węgrzyn. Nagrody wręczono podczas uroczystej gali na Zamku Królewskim w Warszawie. Nagrodzono dziesięciu artystów plakacistów, ilustratorów, rysowników, karykaturzystów. Ruch Piękniejsza Polska powstał dla eksponowania osób i miejsc, które w szczególny sposób przyczyniają się do krzewienia kultury. Ruch za cel wyznaczył sobie ukazywanie i popularyzowanie piękna polskiej przyrody, zabytków, tradycji i obyczajów (na zlecenie Media Corporation) – reżyseria 2013
- Gala wręczenia nagród CEE SALES AWARDS 2013 – nagrody dla pracowników firmy Johnson&Johnson. (na zlecenie Johnson&Johnson) – produkcja i reżyseria 2013
- Gala jubileuszowa z okazji 15-lecia programu Jaka to melodia? – Gospodarzem spotkania w Sali Kongresowej Pałacu Kultury i Nauki w Warszawie był Robert Janowski. Koncert uświetniły najlepsze przeboje, ponadczasowe polskie i światowe hity muzyczne, a także wyjątkowe duety. Na scenie wystąpili Robert Janowski z zespołem muzyczno-wokalnym Jakiej to melodii? oraz zaprzyjaźnione z programem gwiazdy: Krzysztof Krawczyk, Golec uOrkiestra, Blue Cafe i Enej. O dobry humor i wspaniałą atmosferę jubileuszowego spotkania zadbał również Kabaret Skeczów Męczących. Program Jaka to melodia? to światowy megahit realizowany w oparciu o amerykańską licencję. W wielu telewizjach na świecie jest uznawany za najlepszy program rozrywkowy. Polska wersja show to wielkie widowisko, w którym dodatkowo występują znane polskie i zagraniczne gwiazdy świata muzyki oraz tancerze – reżyseria 2013
- Gala wręczenia nagrody Człowiek Roku tygodnika „Wprost” – nagroda przyznawana przez tygodnik „Wprost” osobie, która wywarła największy wpływ na życie społeczne, gospodarcze i polityczne. W uroczystości uczestniczą wybitni artyści, dziennikarze, politycy w tym Prezydent RP, Premier, Marszałek Sejmu (na zlecenie wydawcy tygodnika „Wprost”) – reżyseria 2013
- Gala wręczenia nagród VIVA! Najpiękniejsi – gala przyznania nagród czytelników dwutygodnika „Viva!” (na zlecenie wydawcy dwutygodnika VIVA; transmisja w TVP) – reżyseria w latach: 2013, 2006, 2005, 2004
- Gala wręczenia nagród Radia ZET im. A. Woyciechowskiego – dla najlepszego dziennikarza roku. W uroczystości uczestniczą wybitni dziennikarze, politycy w tym Prezydent RP Bronisław Komorowski (na zlecenie właściciela Radia Zet) – reżyseria w latach: 2013, 2012, 2011, 2010
- Uroczysta Gala losowanie grup finałowych Mistrzostw Świata w siatkówce 2014 – odbyła się w Sali Kongresowej w Pałacu Kultury i Nauki w Warszawie (transmisja w TV POLSAT) – reżyseria 2014
- Gala wręczenia nagród telewizyjnych „Wiktory”. Wiktory to nagrody, którymi honoruje się wybitne osobowości małego ekranu, które dzięki swojej charyzmie, wiedzy czy umiejętnościom zapisały się w pamięci telewidzów. Przyznawane są od 1985 roku. Kandydatów typują stacje telewizyjne, a wybiera Akademia Wiktorów składająca się z laureatów dotychczasowych edycji – reżyseria w latach: 2014, 2013, 2012, 2011, 2007, 2006
- Gala wręczenia nagród Telekamery – nagrody przyznawane przez magazyn telewizyjny TeleTydzień za osiągnięcia telewizyjne (na zlecenie wydawnictwa Bauer i TVP Program 2) – produkcja i reżyseria w latach: 2016, 2015, 2014, 2013, 2012, 2011, 2010, 2009, 2008, 2007, 2006, 2005, 2004, 2003, 2002, 2001, 2000, 1999
- Gala wręczenia nagród Orły Polskie Nagrody Filmowe – nagrody przyznawane przez Polską Akademię Filmową. (na zlecenie Apple Productions; transmisja w TVP Program 2) – reżyseria w latach: 2016, 2015, 2014, 2013, 2012, 2011, 2010, 2009, 2008, 2007, 2006, 2005, 2004, 2002
- Gala wręczenia nagród Paszporty Polityki – jednych z najważniejszych nagród kulturalnych w Polsce przyznawane w 6 kategoriach. W uroczystości uczestniczą wybitni artyści, dziennikarze, politycy w tym Prezydent RP, Premier, Marszałek Sejmu (na zlecenie wydawcy tygodnika „Polityka”; transmisja w TVP Program 2) – reżyseria w latach: 2015, 2014, 2013, 2012, 2011, 2010, 2009, 2008, 2007, 2006, 2005, 2004
- Gala wręczenia nagród Nagrody Kisiela – wyróżnienie ustanowione przez Stefana Kisielewskiego pod patronatem tygodnika „Wprost” – (na zlecenie wydawcy tygodnika „Wprost”) – reżyseria w latach: 2014, 2013, 2012, 2011
- Gala wręczenia nagród Fryderyki – koncert Włodka Pawlika nagrodzonego Grammy w roku 2013. Nagrodzony utwór Night In Calisia wykonali Randy Brecker, Trio Włodka Pawlika oraz Orkiestra Filharmonii Kaliskiej pod batutą Adama Klocka. Było to pierwsze wykonanie utworu w całości zarejestrowane przez Telewizję. Koncert – reżyseria 2014
- Gala wręczenia nagród Fryderyki – nagrody muzyczne przyznawane przez Akademię Fonograficzną – (na zlecenie STX Records transmisja w TVP Program 1) reżyseria w latach: 2016, 2015, 2014, 2013, 2012, 2011, 2010, 2009, 2008, 2007

## Koncerty
- Koncert teatralno-estradowy Justyny Steczkowskiej Dziewczyna Szamana (transmisja w TVP) – reżyseria 1996
- Koncert teatralno-estradowy Natalii Kukulskiej Światło – współreżyseria spektaklu 1996
- Koncert jubileuszowy z okazji 25-lecia Grupy Maanam (transmisja w TVP Program 2) – reżyseria 2000
- Koncert Daj siebie innym (transmisja w TVP Program 1) – reżyseria 2001
- Uroczystości jubileuszowe z okazji 30-lecia Budki Suflera – projekty telewizyjne i medialne – dyrektor artystyczny 2004
- Koncert Bożonarodzeniowy pt. Święta, Święta (transmisja w TVP) – reżyseria 2005
- Koncert plenerowy z Okazji Dnia Papieskiego (transmisja w TVP) – reżyseria w latach: 2005, 2004
- Koncert jubileuszowy z okazji 10-lecia Zespołu Myslovitz w Mysłowicach (transmisja w TVP) – reżyseria 2005
- Koncert Papieski Tajemnica Światła – Tajemnica Miłosierdzia. Pieśń o Janie Pawle II (na zlecenie Fundacji Dzieło Nowego Tysiąclecia; transmisja w TVP Program 1) – reżyseria 2006
- Koncert inauguracyjny pt. I Ty to masz szczęście – 11. Wakacyjny Festiwal Gwiazd w Międzyzdrojach (edycja odbywała się w Gdańsku) – wyk. Joanna Liszowska, Janusz Radek, Margita Ślizowska, Sambor Dudziński, Wiktor Zborowski, Zbigniew Zamachowski, Magda Umer. Gość specjalny: Maryla Rodowicz (na zlecenie Polskiego Instytutu Sztuki Filmowej) – reżyseria 2006
- Koncert jubileuszowy z okazji 25-lecia Zespołu T.Love (na zlecenie TVP) – reżyseria 2006
- Koncert charytatywny Nadzieja to my dedykowany osobom poszkodowanym przez skutki wichur, które w lipcu 2007 roku dotknęły okolice Częstochowy i Lublina, a także ofiarom katastrofy autokaru we Francji. W koncercie wystąpili: IRA, Justyna Steczkowska, Blue Cafe, Mieczysław Szcześniak, Natalia Kukulska, Patrycja Markowska, Maria Sadowska, Dorota Miśkiewicz, Button Hackers, Mariusz Szaban, Piotr Cugowski, Maciej Silski, PIN, Andrzej Lampert, Krzysztof Zalewski, Lora Szafran, Róże Europy oraz aktorzy: Joanna Szczepkowska, Wiesław Komasa, Bartosz Opania i Robert Gonera. Koncert poprowadzili Agnieszka Szulim i Tomasz Kammel (na zlecenie TVP Program 1) – reżyseria 2007
- Koncert Papieski Modlitwy Wątpiących (na zlecenie Fundacji Dzieło Nowego Tysiąclecia; transmisja w TVP Program 1) – reżyseria 2007
- Koncert Solidarni z Białorusią (na zlecenie Stołecznej Estrady; transmisja w TVP Program 2) – reżyseria w latach: 2008, 2007, 2006
- Koncert świąteczny Najpiękniejsze kolędy z udziałem największych gwiazd Polskiej sceny muzycznej (transmisja w TV POLSAT) – reżyseria 2009
- Koncert Papieski Papież Wolności (na zlecenie Fundacji Dzieło Nowego Tysiąclecia; transmisja w TVP Program 1) – reżyseria 2009
- Koncert jubileuszowy z okazji 30-lecia Niezależnego Zrzeszenia Studentów (NZS) Trzymaj Pion, który odbył się na Rynku Głównym w Krakowie (transmisja TV POLSAT) – współproducent i reżyser 2010
- Koncert finałowy polskich eliminacji do konkursu Eurowizji (na zlecenie TVP Program 1) – reżyseria 2010
- Amfiteatr w Opolu – Koncert z okazji ponownego otwarcia amfiteatru po remoncie zespołu Republika oraz zespołu Perfect – reżyseria 2011
- Konkurs na przebój polskiej reprezentacji na Mistrzostwa Europy w Piłce Nożnej 2012 – Koncert Hit Biało-Czerwoni – reżyseria 2012
- Koncert świetlny na Placu Zamkowym Wielka Iluminacja – koncert towarzyszący włączeniu iluminacji świątecznej na Trakcie Królewskim, Starym i Nowym Mieście w Warszawie. Dekorację włączyła prezydent miasta p. Hanna Gronkiewicz-Waltz, a na scenie wystąpiły gwiazdy polskiej sceny muzycznej (na zlecenie Stołecznej Estrady) – reżyseria 2012
- Koncert świąteczny Radia ZET Cała Polska Śpiewa Kolędy – reżyseria w latach: 2013, 2012
- Koncert sylwestrowy – Sylwestrowa Moc Przebojów wielogodzinny koncert na żywo z udziałem plejady gwiazd polskiej i zagranicznej sceny muzycznej (na zlecenie TV POLSAT) – reżyseria w latach: 2013, 2012, 2011, 2010, 2008, 2007, 2006
- Koncert kolędowo–pastorałkowy Jasnogórskie Kolędowanie z Polsatem w bazylice na Jasnej Górze. Zespołowi Golec uOrkiestra towarzyszył między innymi chór Gospel Rain oraz Agata Szymczewska – znakomita skrzypaczka pierwsza Polska zwyciężczyni Międzynarodowego Konkursu Skrzypcowego im. Henryka Wieniawskiego. W koncercie wzięło udział również 20 najzdolniejszych młodych artystów z prowadzonych przez Fundację Ognisk Twórczości Artystycznej z Milówki, Łodygowic, Koszarawy i Jeleśni (transmisja w TV POLSAT) – reżyseria 2013
- Koncert jubileuszowy Postrzyżyny, czyli Jubileusz Jerzego Kryszaka – jubileusz 40-lecia pracy artystycznej Jerzego Kryszaka podczas 18. Rybnickiej Jesieni Kabaretowej – reżyseria 2013
- Koncert jubileuszowy z okazji 1000-nego odcinka serialu M jak miłość (na zlecenie MTL Maxfilm; transmisja w TVP Program 2) – reżyseria 2013
- Koncert Kolory Miłosierdzia dla Jana Pawła II – koncert z okazji kanonizacji Jana Pawła II i Jana XXIII odbył się w Łagiewnikach. Podczas koncertu wystąpili m.in. Natalia Kukulska, Kuba Badach, T.Love, Golec uOrkiestra, Edyta Geppert, Zbigniew Wodecki, Joanna Moro, Halina Frąckowiak i Wayne Ellington (transmisja w TVP Program 1) – reżyseria 2014
- Koncert charytatywny Budzimy do życia Fundacji Ewy Błaszczyk A kogo? – Koncert odbył się w podziemiach pokamedulskiego Kościoła na warszawskich Bielanach. W ten sposób Fundacja A kogo? Chciała podziękować wszystkim, dzięki którym wybudzają się ze śpiączki pacjenci Klinki „Budzik”. Koncert poprowadzili: Maciej Stuhr oraz Andrzej Poniedzielski a wystąpili: Anna Dymna, Krystyna Janda, Kayah z zespołem, Ewa Błaszczyk, Jerzy Stuhr, Stanisław Soyka, Jacek Cygan, Michał Ziomek, zespół „Kameleon” (na zlecenie Fundacji A kogo? i TVP Program 1) – reżyseria 2014
- Koncert z okazji 70. rocznicy wybuchu Powstania Warszawskiego Warszawiacy śpiewają (Nie)Zakazane Piosenki 2014 na Placu Piłsudskiego w Warszawie (na zlecenie TVP Program 1 – reżyseria 2014
- Koncert jubileuszowy z okazji 25-lecia Radia RMF FM (na zlecenie właściciela radia RMF FM) – Koncert odbył się w Teatrze Narodowym w Warszawie. Na scenie wystąpili: Patrycja Markowska, LemON, Perfect, Enej, Włodek Pawlik, Kayah, Bracia i Krzysztof Cugowski, Ewa Farna, Bednarek, Varius Manx, Dżem, Mrozu, chór Sound’n’Grace (transmisja live w TV POLSAT) – producent i reżyser 2015
- Koncert jubileuszowy z okazji 35-lecia Niezależnego Zrzeszenia Studentów (NZS) „Trzymaj Pion 2”, który odbył się pod Pałacem Kultury i Nauki w Warszawie. Artyści: Elektryczne Gitary, Sokół i Marysia Starosta z gościnnym udziałem Krystyny Prońko, Fisz Emade Tworzywo, Night Marks Electric Trio z gościnnym udziałem Pauliny Przybysz, Rysy, Ryba and the Witches, Taco Hemingway, The Dumplings, Organek, O.S.T.R. & DJ Haem) wykonali znane covery utworów z lat 80. i własne utwory. (transmisja TVP2) – współproducent i reżyser 2015
- Koncert z okazji 40 rocznicy wydarzeń Czerwcowych w Radomiu, Ursusie i Płocku pt. „Radomski Czerwiec Wolności” transmitowany live na antenie TVP Program 1. Na scenie wystąpili m.in. Dżem, Kult, Oddział Zamknięty, Kobranocka, Krystyna Prońko, Stanisław Sojka, Kortez i KęKę. Podczas koncertu wyświetlone zostały specjalnie przygotowane zdjęcia oraz materiały filmowe o wydarzeniach radomskich. Zdjęcia pokazywały codzienne życie w połowie lat 70., a tematem prezentowanych filmów były wydarzenia sprzed 40 lat i ich wpływ na teraźniejszość. Widowisko poprowadzili Paulina Chylewska i Maciej Orłoś – producent i reżyser 2016
- Koncert Roztańczony PGE Narodowy – największe wydarzenie muzyczne dla fanów muzyki tanecznej, transmitowane live przez stację TV Polsat i Disco Polo Music, które odbyło się na Stadionie Narodowym w Warszawie. Na scenie pojawiły się zespoły: Akcent, Alphaville, Boney M, Lou Bega, Boys, Deffis, Mig, Weekend, Power Play, Extazy, Milano oraz Ich Troje – reżyser 2016
- Koncert pt. „Wiara Nadzieja Miłość” – koncert odbył się tydzień przez Światowymi Dniami Młodzieży w Warszawie na Placu Piłsudskiego i był transmitowany live na antenie TV Polsat. Na wybudowanej wielopoziomowej scenie wystąpiło ponad 200 polskich i zagranicznych wykonawców oraz Polska Orkiestra Sinfonia Iuventus, Chór Gaudium Uniwersytetu Wrocławskiego, Chór Uniwersytetu Przyrodniczego we Wrocławiu, Chór Wyższej Szkoły Oficerskiej Wojsk Lądowych im. generała Tadeusza Kościuszki we Wrocławiu – reżyser 2016
- „Przymierze – Wotum Wdzięczności za Wolną Polskę” – okazji otwarcia Świątyni Opatrzności Bożej w Warszawie z udziałem Prezydenta RP, Premiera, Marszałka Sejmu i Senatu – 5-częściowe oratorium „Przymierze” skomponowane specjalnie na tę okazję przez wybitnego kompozytora Michała Lorenca. To 5-częściowe dzieło nawiązujące do średniowiecznych chorałów, inspirowane „Bogurodzicą”, najstarszą utrwaloną polską pieśnią przypisywaną bł. Władysławowi z Gielniowa. Taki też tytuł nosi pierwsza część „Przymierza”, w której włączające się kolejno partie instrumentalne nasuwały słuchaczowi obraz narastającej przez wieki dziękczynnej modlitwy Kościoła. Część II nosi tytuł „Świątynia”, III to „Ave Maria”, IV zatytułowano „Lamentacje”. Ostatnią częścią, spinającą utwór jak klamra, jest „Hymn uwielbienia” inspirowany proroctwem Izajasza: „Bo góry mogą ustąpić i pagórki się zachwiać, ale miłość moja nie odstąpi od ciebie”, napisany przez poetkę, pisarkę i autorkę scenariuszy Marynę Miklaszewską. Hymn wykonali wybitni artyści: Katarzyna Laskowska, Robert Pożarski i Adam Strug – śpiew, Małgorzata Szarlik-Woźniak – skrzypce, Marta Maślanka – cymbały, Damian Marat – trąbka, Mohammad Rasouli – ney oraz Orkiestra Akademii Beethovenowskiej i Chór „Cappella Corale Varsaviana”. Utwór opracował i zinstrumentalizował Krzysztof Aleksander Janczak. Dyrygował Lee Reynolds. Nad niezwykłymi wizualizacjami pracowali graficy z New Motion Studios. Koncert był transmitowany w TVP1. – reżyser 2016
- Bóg liczy na Ciebie – koncert nawiązujący do Światowych Dni Młodzieży, który odbył się w krakowskiej Tauron Arenie z udziałem Pani Premier Beaty Szydło. Na trybunach Tauron Areny Kraków zasiedli też kard. Stanisław Dziwisz, nowy nuncjusz apostolski w Polsce abp Salvatore Pennacchio, sekretarz Konferencji Episkopatu Polski bp Artur Miziński. Wystąpili m.in. Sean Simmonds, zespół TGD, Kasia Wilk, Kuba Badach, Kasia Cerekwicka oraz Chór Światowych Dni Młodzieży pod batutą Adama Sztaby. Koncert inspirowany był głównymi spotkaniami z Papieżem Franciszkiem, m.in. wieczornym czuwaniem w Brzegach pod Krakowem. W Tauron Arenie zabrzmiały piękne pieśni z gatunku hillsong: „I believe”, „Mighty to save”, pieśni uwielbienia, a także kilka hymnów Światowych Dni Młodzieży. W czasie koncertu zaprezentowano także specjalną kompozycję „malowaną piaskiem”. – reżyser 2016

## Festiwale
- Festiwal Muzyki Chrześciańskiej – Song of Songs Festival – Międzynarodowy Ekumeniczny Festiwal Muzyki Chrześcijańskiej w Toruniu. Największy muzyczny festiwal chrześcijański w środkowej Europie. Na scenie wystąpili między innymi: Anastasis, Andy W., Magda Anioł, Arka Noego, Jacek Dewódzki, Gospel Rain, Kairos, Tomek Kamiński, Antonina Krzysztoń, Maleo Reggae Rockers, New Life M., Raz, Dwa, Trzy, Saruel, Mietek Szcześniak, 2Tm2,3, Trzecia Godzina Dnia, Ziemia Kanaan, Michael Black (USA), Electric Plus (Słowacka), Enter T-OP (Litwa), Leyenda (Peru), W4C (Niemcy) – reżyseria 2000
- Festiwal Dialog Czterech Kultur – największy w Polsce interdyscyplinarny projekt kulturowy. Ma przypominać, że najtrwalsze i największe korzyści społeczno-gospodarcze można osiągnąć dzięki tolerancji i wzajemnemu poszanowaniu. Festiwal jest nie tylko wydarzeniem kulturalnym, ale również gospodarczym, a przede wszystkim politycznym. Świadczy o tym udział przedstawicieli życia publicznego Polski, Niemiec, Rosji i Izraela. Ponadto dzięki inicjatywie organizatorów Festiwalu wydarzenie to stymuluje wzrost znaczenia kultury jako czynnika napędzającego rozwój społeczno-gospodarczy w regionie. Lokalizacja wielu wydarzeń festiwalowych w zabytkowych obiektach przybliża uczestnikom infrastrukturę kulturalną regionu. Festiwal przyciąga wielu gości z kraju i zagranicy (na zlecenie TVP Program 1) – reżyseria w latach: 2004; 2003
- Festiwal Piosenki Opole – Koncert jubileuszowy z okazji 80-lecia Polskiego Radia Wielkie, Większe, Największe – 80 lecie Polskiego Radia. Uroczysta Gala była koncertem łączącym wszystkie pokolenia słuchaczy Jedynki Polskiego Radia – zarówno sympatyków hip-hopu, jak i repertuaru Hanki Ordonówny, Anny Jantar, Marka Grechuty, Czerwonych Gitar, Republiki, Perfectu, Maanamu i wielu innych. Repertuar koncertu był retrospektywą artystycznych osiągnięć Polskiego Radia na przestrzeni lat. Zaprezentowane zostały najciekawsze piosenki polskie, wybrane z ostatniego 80-lecia i przedstawione w atrakcyjnych aranżacjach orkiestrowych, w wykonaniu największych gwiazd polskiej estrady. Koncert poprowadzili Kayah i Artur Orzech. W roli konferansjerów wystąpili również dziennikarze radiowi, m.in. Maria Szabłowska, Paweł Sztompke, Roman Czejarek, Lucjan Kydryński, Marek Gaszyński, Witold Pograniczny, Marek Niedźwiedzki (transmisja w TVP) – reżyseria 2005
- Festiwal Miejska Strefa Kultury – koncert Żywioły rocka – Podczas koncertu wystąpił Earth, Wind & Fire Experience by Al McKay Allstar, czyli Al McKay i kilkunastoosobowa grupa najlepszych muzyków, którzy w europejskim tournée promowali płytę – Al Dente. Podczas koncertu można było obejrzeć pokaz laserowych animacji, towarzyszących muzyce (na zlecenie Miasta Stołecznego Warszawy i Stołecznej Estrady) – reżyseria 2006
- Festiwal Miejska Strefa Kultury – koncert Żywioły klasyki. Stuosobowa Orkiestra Symfoniczna Filharmonii Narodowej pod batutą Łukasza Borowicza zagrała m.in.: Zaratustra Richarda Straussa, Noc na Łysej Górze Modesta Musorgskiego, Pablo de Sarasate’a Fantazja na tematy Carmen Georges’a Bizeta, Krzesany Wojciecha Kilara. Muzyce towarzyszyło widowisko multimedialne – bajeczne obrazy wyświetlane na ekranie wodnym, efektowne pokazy pirotechniczne zsynchronizowane z muzyką i różne widowiska rozgrywające się jednocześnie na scenie głównej oraz trzech scenach bocznych. Obrazy nie tylko ilustrowały muzykę, ale także tworzyły nastrój, ale również nadawały spektaklowi niepowtarzalny charakter. Momentem kulminacyjnym wieczoru było Boléro Maurice’a Ravela ilustrowane spektaklem baletowym. Uwertura Uroczysta 1812 Piotra Czajkowskiego z żywymi obrazami historycznymi i inscenizacjami wojennymi w tle, mocnym akcentem zakończyła widowisko (na zlecenie Miasta Stołecznego Warszawy i Stołecznej Estrady) – reżyseria 2006
- Festiwal Twórczości niezapomnianych Artystów Polskich – koncert Pejzaż dla Ciebie – Anna Jantar; koncert Pejzaż bez Ciebie – Mieczysław Fogg (transmisje w TVP) – reżyseria 2007, 2006
- PKO BP London Live – pierwszy Festiwal Polskiej muzyki rozrywkowej za granicą, który odbył się w Wembley Arena w Londynie. Przez ponad ciągu ośmiu godzin na scenie wystąpiły największe polskie gwiazdy: Bajm, Lady Pank, Kayah, Doda, Monika Brodka, Wilki, Bracia, Natalia Kukulska. Koncerty poprowadzili Monika Richardson i Tomasz Kammel. Festiwal był też transmitowany w Telewizji Polskiej Program 2 (na zlecenie STX Records) – reżyseria 2008
- Festiwal Piosenki Opole – Koncerty Plenerowe: koncerty muzyki folk, muzyki hip-hop. Świetnie przyjęte przez licznie zgromadzoną opolską publiczność koncerty, które odbywały się na Placu Wolności. Koncerty te przyczyniły się do popularyzacji muzyki, która często nie mogła znaleźć się na oficjalnych scenach festiwalowych. Współpraca przy koncertach z Hirkiem Wroną (TVP) – reżyseria w latach: 2009, 2008, 2006, 2005, 2004, 2003, 2002, 2001, 2000
- Festiwal Piosenki Opole – Konkurs debiutów estradowych Debiuty – reżyseria w latach: 2009, 2008, 2006, 2005, 2004, 2003, 2002, 2001, 2000 ; Osiągnięcia mijającego sezonu SuperJedynki – reżyseria w latach: 2009, 2008, 2006, 2005, 2004 – transmisja w TVP
- Festiwal piękna Miss Supranational – międzynarodowy konkurs piękności (na zlecenie TV4 i TV POLSAT) – reżyseria w latach: 2012, 2011, 2009
- Festiwal Piknik Country&Folk – Międzynarodowy festiwal muzyki country w Mrągowie na którym występują polscy i zagraniczni artyści muzyczni i kabaretowi (transmisja w TV POLSAT) – reżyseria w latach: 2013, 2011, 2010, 2009, 2008, 2007, 2006
- Międzynarodowy Festiwal Piosenki i Kultury Romów (transmisja w TVP) – największa impreza kulturalna, organizowana przez społeczność romską w skali globalnej. Do udziału w Festiwalu zapraszani są artyści z Polski, z Europy, ale także zza oceanu. Są to wykonawcy znani i lubiani, odnoszący sukcesy w swoich krajach i poza ich granicami, ale także dopiero co wschodzące gwiazdy romskiej piosenki, niezwykle utalentowani piosenkarze i tancerze, którzy marzą o zaprezentowaniu swojej twórczości przed szerszą publicznością. Jest też okazją do spotkania dla Romów rozsianych po całym świecie. Co roku zjeżdżają oni z najdalszych zakątków, by podtrzymać i kultywować swoją ciekawą tradycję i piękną kulturę. Traktowany przez Romów bardzo poważnie jest międzynarodowym świętem romskiego narodu, któremu patronuje i udziela poparcia sam Król Romski – współproducent, reżyseria w latach: 2016, 2015, 2014, 2013, 2012, 2011, 2009, 2008, 2007, 2006 współproducent, reżyseria w latach: 2014, 2013, 2012, 2011, 2009, 2008, 2007, 2006
- Sopot Festival [od 2012 r. Sopot TOP of the TOP Festival] – koncerty: Cudowne lata osiemdziesiąte, Pięć lat z muzodajnią; koncerty jubileuszowe: 50-lecie zespołu The Beatles, 25-lecie zespołu Perfect, koncerty wielkich gwiazd jak: Whitney Houston, Lionel Richie, Vanessa-Mae, Annie Lennox, Chuck Berry (transmisje w TV POLSAT i TVP) – reżyseria w latach: 2013, 2012, 2006, 1999 (TVP), 1995 (TVP)
- Sopot TOPtrendy Festiwal – Kabareton – wielogodzinny spektakl z udziałem najlepszych zespołów kabaretowych (transmisje w TV POLSAT) – reżyseria w latach: 2007, 2006, 2005, 2004, 2003, 2002
- Sopot TOPtrendy Festiwal – Koncert TOP 10 – najważniejszy koncert w ramach festiwalu (POLSAT). Na scenie występuje 10 wykonawców, których płyty osiągnęły w minionym sezonie rekordową sprzedaż (transmisja w TV POLSAT) – reżyseria 2014, 2010, 2006, 2005, 2004, 2003, 2002
- Sopot TOPtrendy Festiwal – koncerty jubileuszowe największych gwiazd Polskiej sceny: 30-lecia pracy artystycznej Urszuli; 20-lecia pracy artystycznej Agnieszki Chylińskiej; 25-lecia zespołu Hey; 20-lecia zespołu Big Cyc; 30-lecia zespołu Bajm; 10-lecia Zespołu Golec uOrkiestra; 45. Urodzin Krzysztofa Krawczyka Życie Jak Wino; cyganeria Jacka Cygana; 15-lecia zespołu Wilki; koncert Nie Jestem Biała, Nie Jestem Czarna (transmisje w TV POLSAT) – reżyseria w latach: 2014, 2013, 2012, 2011, 2009, 2008, 2007
- Międzynarodowy Festiwal Zespołów Romskich Romane Dyvesa – najstarsza tego typu impreza na świecie odbywająca się w Gorzowie Wlkp. nieprzerwanie od 1989 roku. Pomysłodawcą jest Edward Dębicki kompozytor, wirtuoz akordeonu, aktor i autor oraz założyciel i szef (od 1955 roku) Cygańskiego Teatru Muzycznego Terno, ale nade wszystko kustosz kultury cygańskiej (transmisja TVP2) – reżyser 2016, 2015
- Polsat Sopot Festival 2014 – to nowa marka Sopot Festivalu, który w 2013 roku dostarczył rozrywki jako Sopot Top of The Top Festival. W Pierwszy dzień, w koncercie „Słodkie lata ’90-te. zagrali m.in. Wilki z Robertem Gawlińskim, Stanisław Sojka oraz Hey z Kasią Nosowską. Pierwszy dzień festiwalowy zakończył koncert zagranicznej, francuskiej gwiazdy – Garou. Drugiego dnia odbył się jubileuszowy koncert 25-lecia zespołu Elektryczne Gitary, a także na scenie można było usłyszeć młode, polskie głosy, m.in. Grzegorza Hyży, Ewelinę Lisowską oraz Ewę Farną. Ten dzień zakończył koncert „Jubileusz Dziewczyny Szamana, czyli 20-lecie Justyny Steczkowskiej” – reżyseria 2014

## Spektakle multimedialne i plenerowe
- Widowisko muzyczno-sportowo-telewizyjne z udziałem medalistów olimpijskich ATLANTA ’96 – reżyseria 1996
- Widowisko plenerowe w Krakowie Wianki. Pierwszy raz zastosowane zostały ekrany wodne na których były wyświetlane materiały graficzne i multimedialne – reżyseria 2000
- Spektakl, widowisko plenerowe pt. Quem Queritas – Misterium Drogi Krzyżowej Kraków – reżyseria 2000
- Ceremonia otwarcia Zimowej Uniwersjady w Zakopanem – międzynarodowe zawody sportowców-studentów w której wzięło udział 1543 zawodników ze 41 krajów. Ceremonia otwarcia Uniwersjady odbyła się pod Wielką Krokwią. Z okazji zawodów Poczta Polska wydała pamiątkowy znaczek. Polska po raz drugi w historii gościła imprezę tej rangi – poprzednio zimowa uniwersjada odbyła się w Zakopanem w roku 1993 (na zlecenie TVP Program 1) – reżyseria 2001
- Widowisko muzyczne Carmina Burana na Placu Defilad w Warszawie – reżyseria 2005
- Wianki – Wianki nad Wisłą to największe ogólnodostępne wydarzenie plenerowe organizowane od lat w Warszawie i najchętniej odwiedzana rodzinna impreza w mieście.

W roku 2010 na wielkiej scenie pod Pałacem Kultury wystąpili: Muniek Staszczyk, brytyjski zespół Kosheen w składzie Sian Evans (wokal), Markee Substance i Darren Decoder oraz Europe. Fani Europe przyjechali na koncert z całej Europy i czekali na ich występ już od wczesnych godzin rannych. Legendarny zespół okazał się być w fantastycznej formie i emanował pozytywną energią. Poza utworami z nowej płyty muzycy zaprezentowali kilka starych hitów, a show zakończyli słynnym „The Final Countdown”. Wianki nad Wisłą organizuje Stołeczna Estrada, instytucja kultury m.st. Warszawy – reżyseria 2010
W roku 2009 Podczas Europejskiego Festynu Świętojańskiego można było poznać kulturę, zwyczaje i zabawy państw europejskich oraz spróbować tradycyjnych przysmaków charakterystycznych dla kuchni prezentowanych krajów. Wieczorem na głównej scenie zagrali Maciej Maleńczuk z projektem „Psychodancing, Matt Pokora i zespół Reamonn. Zwieńczeniem nocnej zabawy było gigantyczne widowisko pirotechniczne. Muzykę do pokazu napisał specjalnie Leszek Możdżer. Wianki nad Wisłą organizuje Stołeczna Estrada, instytucja kultury m.st. Warszawy – reżyseria 2009
W roku 2008 – tematem tej edycji Wianków było średniowiecze. Widzowie mogli zobaczyć pokaz starodawnej mody oraz tańców dworskich w wykonaniu Cracovia Danza oraz pokazy walk rycerskich. O godz. 19.30 odbył się happening pn.: „Wianek na Wiśle, czyli wodowanie wielkiego wianka o średnicy 21 metrów. Wieczorem na głównej scenie zagrali: T.LOVE, Kayah oraz brytyjski zespół Level 42 grający muzykę z pogranicza rocka, popu, funky i R&B. Na koniec odbył się specjalny koncert połączony z widowiskiem pirotechnicznym – Rock Loves Chopin. Nowe interpretacje muzyki Chopina zaprezentowali m.in. Janusz Olejniczak (fortepian) i Jan Borysewicz (gitara). Wianki nad Wisłą organizuje Stołeczna Estrada, instytucja kultury m.st. Warszawy – reżyseria 2008
- Widowisko muzyczno-taneczne Chopin Klasycznie, Jazzowo, Rockowo – projekt ukazujący muzykę najwybitniejszego polskiego kompozytora w nowym, współczesnym kontekście. Podstawowym elementem spektaklu była muzyka grana na żywo przez najwybitniejszych artystów reprezentujących te trzy gatunki. Muzyce towarzyszyły projekcje multimedialne oraz elementy ruchu scenicznego ilustrujące ją, a także pomagające przeprowadzić oś narracyjną widowiska. Istotny udział będą miały nowoczesne projekcje multimedialne. W koncercie wzięli udział: Janusz Olejniczak, Leszek Możdżer, Tadeusz Szlenkier, Anna Serafińska, Marek Raduli, Jacek Królik, Ryszard Sygitowicz, Michał Jurkiewicz, Łukasz Adamczyk, Wojtek Fedkowicz oraz Royal Quartet. Choreografię przygotowała Marzena Worotnik, oraz grupa tańca nowoczesnego Folies Dance Company. Autorem kostiumów tancerzy był Maciej Zień. (Stołeczna Estrada) – reżyseria 2010
- Widowisko multimedialne Magia Żywiołów – z okazji oficjalnego otwarcia Multimedialnego Parku Fontann w Warszawie – W pełnym symboliki przedstawieniu o władzę nad przestrzenią walczyły cztery żywioły – ogień, woda, powietrze i ziemia. Całość widowiska oprawiona akrobacjami tancerzy na ziemi i w powietrzu, pokazami wodnymi, świetlnymi i pirotechnicznymi. Narracja spektaklu oparta została m.in. na Przemianach Owidiusza, Narodzinach Bogów Hezjoda, Raju Utraconym Miltona i Księdze Irizena Blake’a. W spektaklu udział wzięło ponad 100 artystów – soliści Art. Project Ballet, akrobaci i gimnastycy Flycube, aktorzy Teatru Akt oraz tancerze Warszawskiej Szkoły Baletowej (na zlecenie Miasta Stołecznego Warszawa) – reżyseria 2011
- Parada Parowozów oraz widowisko plenerowo-historyczno-taneczne Światło, Dźwięk, Para – Opowieści parą Pisane – W paradzie parowozów wzięło udział 11 parowozów, w tym 2 z Niemiec 2 z Czech. Gwiazdą parady był, jak co roku, parowóz o imieniu „Piękna Helena” – złota medalistka Wystawy Światowej w Paryżu z 1937 r. Wieczorem osiem, buchających parą lokomotyw wzięło udział w specjalnie przygotowanym na tę okazję w muzycznej aranżacji i choreografii spektaklu „Światło, dźwięk i para – opowieści parą pisane” z wykorzystaniem laserów i pirotechniki, a także grup rekonstrukcyjnych z całego kraju. Prowadzącym spektakl był Bogusław Wołoszański, który przygotował specjalną niespodziankę dla uczestników imprezy – osiem scenek opowiadających o historii Polski z udziałem parowozów. Parowozowy piknik cieszy się dużą popularnością i co roku gromadzi dziesiątki tysięcy widzów nie tylko z kraju, ale także z wielu państw europejskich, a nawet miłośników kolei z Azji i Australii. Parada odbywa się w wolsztyńskiej parowozowni, która istnieje od ponad 100 lat i jako jedyna w Europie prowadzi planowy ruch pociągów przy wykorzystaniu lokomotywy parowej – reżyseria 2012
- Widowisko plenerowe Odwołanie Końca Świata – Impreza odbyła się w dniu przejścia Wenus na tle tarczy Słońca, uznawanego niegdyś jako zapowiedź końca świata. To rzadkie – występujące co sto lat – zjawisko astronomiczne przez wieki łączono z gigantycznymi trzęsieniami ziemi, które mogą poprzedzać koniec świata. Twórcy przedstawienia, wykorzystując niezwykłą grę światła i muzyki przywołali uniwersalne tematy śmierci, końca świata, odrodzenia i nadziei. Widowisko rozpoczęło się o zmroku plenerowym seansem filmowym. Na ekranie wodnym na Wiśle został zaprezentowany film zrealizowany przez Pawła Kloca, w którym różne wizje „końca świata” obecne w największych religiach zostały skonfrontowane z wypowiedziami uczniów toruńskich liceów. Widowisko zakończył podniebny spektakl francuskiej grupy Transe Express założonej przez rzeźbiarza Gilles’a Rhoda i Brigitte Burdin, tancerkę i choreografkę. Nad głowami widzów zawirowały wielkie barokowe dzwony, naśladujące dźwięki pozytywki. Widowisko oglądało tysiące widzów na toruńskich Błoniach Nadwiślańskich – producent, reżyseria 2012
- Parada Parowozów oraz widowisko plenerowo-historyczno-taneczne Zaczarowane Koleje Miłości – w jubileuszowej 20 paradzie wzięło udział 20 parowozów z całej europy. Na scenie wystąpił zespół Golec Orkiestra a podczas spektaklu „Światło, dźwięk i para – opowieści parą pisane” wystąpiła Grupa artystyczna Mira Art. Oraz iluzjonista Maciej Pol. – reżyseria 2013

## Wybrane programy telewizyjne
- Program telewizyjny – wywiad-rzeka z Henrykiem Mikołajem Góreckim ilustrowany realizacją wizualną do III Symfonii H.M. Góreckiego i koncertów fortepianowych (emisja w TVP) – reżyseria 1996
- Program telewizyjny (cykliczny) Gwiazdy na żywo (emisja w TVP) – reżyseria 1996
- Program telewizyjny (cykliczny) realizowany na żywo Noc muzycznych życzeń (emisja w TVP2) – reżyseria 1997
- Koncert polskich wykonawców Indywidualności ’97 ’96 ’95 – koncerty w Wieliczce (transmisje w TVP1) – reżyseria 1995–1996, 1998
- Program telewizyjny (cykliczny) Warp 4 Top Ten (emisja w TVN) – reżyseria 1998
- Program telewizyjny (cykliczny) Ogród sztuk (emisja w TVP2) – reżyseria 1997–1999
- Program telewizyjny (cykliczny) Big Star Party (emisja w TVN) – reżyseria 1998–1999
- Program telewizyjny (cykliczny) Twój styl (emisja w Wizja Jeden) – reżyseria 1999
- Program telewizyjny (cykliczny) I Ty możesz zostać gwiazdą (emisja w TVP2) – reżyseria 2001
- Program telewizyjny (cykliczny) Muzyka łączy pokolenia – autorski program Cezarego Ciszewskiego oparty na scenicznej konfrontacji muzyków/grup odrębnych pokoleń (emisja w TVP) – reżyseria w latach: 2000–2001
- Program telewizyjny (cykliczny) Linda w kuchni – autorski program Bogusława Lindy (emisja w TVN) – reżyseria 2002
- Program telewizyjny (cykliczny) Trzecia strona medalu – autorski program Piotra Kraśki (emisja w TVP1) – reżyseria 2003
- Program telewizyjny (cykliczny) Debiut – program typu talent show (emisja w telewizji Polsat) – reżyseria 2003
- Program telewizyjny (cykliczny) Debata – autorski program Kamila Durczoka (emisja w TVP) – reżyseria 2003–2006
- Program telewizyjny (cykliczny) IV Władza – cotygodniowy autorski program publicystyczny Jarosława Gugały nadawany na antenie telewizji TV4. Tytuł programu nawiązywał do rosnącego wpływu mediów na współczesny świat. Audycja trwała około 50–56 minut. Gośćmi gospodarza programu byli dziennikarze z różnych gazet o różnych poglądach i każdy z nich miał czas aby zadawać pytania znanemu politykowi. W ten sposób widzowie mogli zapoznać się różnymi punktami widzenia (emisja w TV4) – reżyseria programu 2006
- Kabareton – Kabaretowy Turniej Miast – sceniczna rywalizacja czołowych polskich kabaretów, rozgrywana jednocześnie w Toruniu i Bydgoszczy oraz transmitowana na żywo w telewizji. Oprócz publiczności w obu miastach imprezę oglądały 3 miliony widzów Polsatu. W Bydgoszczy wystąpili: Grzegorz Halama oraz kabarety Słuchajcie, Elita, Smile i Rak. W Toruniu prezentowali się Jerzy Kryszak oraz kabarety Koń Polski, Łowcy.B, Ciach i Dno. Pojedynek poprowadzili znani ze scen kabaretowych Piotr Bałtroczyk (w Bydgoszczy) i Mariusz Kałamaga, jeden z Łowców.B (w Toruniu) (emisja w TV POLSAT) – reżyseria 2009
- Program telewizyjny (cykliczny) Twoja twarz brzmi znajomo (oparty na hiszpańskim formacie Your Face Sounds Familiar; emisja w telewizji Polsat) – przez kilka tygodni osiem osób ze świata mediów i kultury odwzorowuje znanych piosenkarzy – reżyseria wszystkich edycji (od 2014)

## Inne
- Ceremonia otwarcia Mistrzostw Świata w Piłce Siatkowej Mężczyzn 2014 na Stadionie Narodowym w Warszawie. Na scenie wystąpił duet Donatan i Cleo oraz Margaret. Układ choreograficzny 70 tancerzy przygotował Agustin Egurrola. Scenografię i wszystkie elementy scenograficzne zaprojektował i przygotował Jorgos Stylianu. Podczas Ceremonii po raz pierwszy w Polsce wszyscy kibice wzięli udział w ułożeniu pucharu oraz barw Mistrzostw. Został również pobity rekord widowni na Stadionie Narodowym – ponad 63 tys. widzów. Ceremonia była transmitowana do 160 krajów, które zakupiły prawa do transmisji Mistrzostw (na zlecenie PZPS i Telewizji Polsat) – producent i reżyser 2014
- Światowe Dni Młodzieży – sobotnie czuwanie w Ojcem Św. oraz Koncert w Brzegach transmitowane przez TV Polsat. Bezpośrednio po zakończeniu czuwania z Ojcem Świętym Franciszkiem rozpoczął się koncert „Wierzę w Boże Miłosierdzie”. Koncert był podzielony na 12. części i był uwielbieniem Bożego Miłosierdzia, działającego w poszczególnych artykułach Wyznania wiary. Każdą część poprzedzała modlitwa, prowadzona przez młodych ludzi z całego świata. Koncert poprowadzili Agata i Tomasz Wolni. W koncercie wzięli udział artyści z całego świata, m.in.: Joshua Aaron, Krzysztof Antkowiak, Kuba Badach, Beata Bednarz, Katarzyna Cerekwicka, Wayne Ellington, Anna Gadt, Gabriela Gąsior, zespół Hajlandery, Krzysztof Iwaneczko, Adam Krylik, Andrzej Lampert, siostry: Dagmara i Martyna Melosik, s. Cristina Scuccia OSU, Sean Simmonds, Mietek Szcześniak, Olga Szomańska, chór TGD, Kasia Wilk i Kuba Zaborski a towarzyszyli im chór i orkiestra Światowych Dni Młodzieży, zespół wokalny złożony z dwóch formacji muzycznych: DeocentriCity i Deus Meus, – muzycy Orkiestry Adama Sztaby, grupa tancerzy uwielbienia. Kierownikiem muzycznym koncertu i dyrygentem był kompozytor – Adam Sztaba. Scenariusz koncertu stworzył założyciel dwóch chórów gospel w Polsce – franciszkanin, o. Lech Dorobczyński OFM. Autorami tekstów modlitw są: krakowski biskup pomocniczy Grzegorz Ryś i o. Lech Dorobczyński OFM – producent i reżyser 2016

## Filmografia
- 1983: Taki Pejzaż – film fabularny reżyser i scenariusz – krótki metraż
- 1984: Werter – film fabularny – reżyser i scenariusz – krótki metraż
- 1985: Gniazdo – film dokumentalny – reżyser i scenariusz – prod. WFO
- 1986: Ludowa wizja kosmosu – scenariusz i reżyseria – film dokumentalny – prod. WFO
- 1988: Tramwajada – film fabularny – reżyser – Studio im. Andrzeja Munka i Karola Irzykowskiego – prod. TVP
- 1990: Obywatel świata – film dokumentalny – reżyser i scenariusz – prod. Studio K. Irzykowskiego
- 1990: Pożegnanie jesieni – drugi reżyser
- 1991: Heimat ’91 – film dokumentalny – reżyser i scenariusz – prod. Dr. Watkins dla TVP SA
- 1992: Prywatna Partia Obywateli Świata – reżyser i scenariusz – film dokumentalny – prod. TVP SA.
- 1992: Kto ty jesteś – film dokumentalny – reżyser i scenariusz – prod. Dr. Watkins dla TVP SA.
- 1993: Kilimanjaro – film dokumentalny – reżyser i scenariusz – prod. Dr. Watkins dla TVP, PZU SA.
- 1994: Nagra – (film o Stefanie Kudelskim) – film dokumentalny – scenariusz i reżyseria – prod. ACCESS GRAM TV dla TVP SA.
- 1996: Fotograf snów. Film o Ryszardzie Horowitzu – scenariusz i reżyseria – film dokumentalny – prod. ACCES GRAM TV dla TVP SA
- 1997: Chopin – film dokumentalny – reżyser – prod. ACCESS GRAM TV dla ARTE i TVP SA.
- 2000: Kraków moje miasto – film dokumentalny – reżyser – prod. ACCESS GRAM TV dla ARTE
- 2009: Handlarz cudów – dramat obyczajowy – reżyser i producent Fabryka-Spółka Realizatorów filmowych i Telewizyjnych Sp. z. o.o.

## Czołówki serialowe
- czołówka do serialu Samo życie – producent i reżyser (POLSAT) 2002
- czołówka do serialu Magda M. – producent i reżyser (TVN) 2005
- czołówka do serialu Teraz albo nigdy! – producent i reżyser (TVN) 2007

## Teledyski
Wyreżyserowanych ponad 80 teledysków muzycznych w latach 1992–2003 dla wszystkich największych gwiazd Polskiej sceny muzycznej. Wybrane:
- 1995: Kolorowy wiatr – Edyta Górniak
- 1996: Grawitacja – Justyna Steczkowska
- 1997: Skłamałam – Edyta Bartosiewicz
- 1997: Ani słowa – Natalia Kukulska
- 1999: Prawy do lewego – Kayah i Goran Bregović
- 1999: Tyle słońca w całym mieście – Natalia Kukulska
- 2001: Embarcacao – Kayah i Cesária Évora
- 2003: Testosteron – Kayah

## Nagrody
- 1990: Nagroda specjalna na Festiwalu Młode Kino Polskie – Gdańsk 1990 za film Obywatel świata
- 1993: Nagroda na Festiwalu Filmów Telewizyjnych w Monte Carlo za film Prywatna Partia Obywateli Świata
- 1994: Nagroda za reżyserię za scenariusz i za produkcję na Yach Film Festiwal ’94
- 1995: Nagroda Grand Prix na Yach Film Festiwal ’95 za clip Ogrodniczka
- 1995: Nagroda „Gazety Wyborczej” za najlepszy program muzyczny 1995 roku Varius Manx
- 1996: Nagroda za reżyserię na Yach Film Festiwal ’96 za teledysk Oko za oko Justyny Steczkowskiej
- 1996: Nagroda „Machiner ’96” miesięcznika „Machina” i Canal+ za najlepszy clip ’96 Niekochani Justyny Steczkowskiej
- 1996: Nagroda za teledysk Oko za oko Justyny Steczkowskiej
- 1996: Nagroda „Fryderyk ’96” w kategorii „Najlepszy Reżyser-Najlepszy Videoclip roku”
- 1998: Nagroda na Yach Film Festiwal ’98 za najlepszy clip dla dzieci Herkules do filmu Walta Disneya
- 1998: Nagroda za reżyserię na Yach Film Festiwal ’98 za clip Skłamałam Edyty Bartosiewicz
- 1998: Nagroda na Festiwalu Młodego Kina ’98 za najlepszy clip Niekochani Justyny Steczkowskiej
- 1998: Nagroda na Festiwalu Młodego Kina ’98 za videoclip O niczym Anity Lipnickiej
- 1999: Dyplom Polskiego Radia za „pomysł, odwagę i realizację” koncertu Muzyczne drogi Europy Sopot ’99
- 1999: Grand Prix na Yach Film Festiwal za videoclip Prawy do lewego Kayah i Goran Bregović
- 1999: Nagroda na Festiwalu Młodego Kina za videoklip Prawy do lewego Kayah i Goran Bregović
- 2000: Superjedynka za teledysk Prawy do lewego Kayah i Goran Bregović
- 2001: Nagroda na Yach Film Festiwal za reżyserię teledysku Embarcacao Kayah i Cesária Évora oraz Prawy do lewego Kayah i Goran Bregović
- 2003: Superjedynka za teledysk Bo jesteś ty Krzysztofa Krawczyka
- 2003: Grand Prix za teledysk Kayah Testosteron na Yach Film Festiwal
- 2009: Handlarz cudów – główna nagroda Festiwalu Debiuty w Koninie
- 2010: Srebrny medal dla Polskiego Pawilonu w Szanghaju
- 2011: Grand Prix i I miejsce dla filmu Handlarz cudów na Międzynarodowym Festiwalu Filmowym w Bergamo (Włochy)[1]
- 2018: Nagroda Specjalna ZAiKS-u[2]